# Ліптовські Татри
Ліптовські Татри (Liptovské Tatry) — гірський масив в Словаччині; геоморфологічна підодиниця масиву Західні Татри.. Найвища точка — гора Бистра (2248 метрів). Місце розташування — Жилінський край.